# 许建和
许建和，华东理工大学教授，主要从事生化反应工程、酶分子工程及合成生物技术研究。主编有《生物催化工程》、《生物催化剂工程》等书，入选中华人民共和国教育部2008年度"长江学者"特聘教授。